# Episodi di Segni particolari: genio (terza stagione)
La terza stagione della serie televisiva Segni particolari: genio è stata trasmessa in anteprima negli Stati Uniti d'America dalla ABC tra il 19 ottobre 1988 e il 10 maggio 1989.
| nº | Titolo originale                   | Titolo italiano | Prima TV USA     | Prima TV Italia |
| -- | ---------------------------------- | --------------- | ---------------- | --------------- |
| 1  | The Refrigerator of Filmore High   |                 | 19 ottobre 1988  |                 |
| 2  | Back in the U.S.S.R.               |                 | 26 ottobre 1988  |                 |
| 3  | Mission to Moscow (Part 1)         |                 | 2 novembre 1988  |                 |
| 4  | Mission to Moscow (Part 2)         |                 | 2 novembre 1988  |                 |
| 5  | Let's Rap                          |                 | 9 novembre 1988  |                 |
| 6  | Engen and Son                      |                 | 30 novembre 1988 |                 |
| 7  | Get a Job                          |                 | 7 dicembre 1988  |                 |
| 8  | Born to Run                        |                 | 4 gennaio 1989   |                 |
| 9  | First Date                         |                 | 18 gennaio 1989  |                 |
| 10 | Partners                           |                 | 25 gennaio 1989  |                 |
| 11 | Arvid's Sure Thing                 |                 | 1º febbraio 1989 |                 |
| 12 | Scuttlebutt                        |                 | 8 febbraio 1989  |                 |
| 13 | Little Shop 'Til You Drop (Part 1) |                 | 15 febbraio 1989 |                 |
| 14 | Little Shop 'Til You Drop (Part 2) |                 | 22 febbraio 1989 |                 |
| 15 | The Hot Seat                       |                 | 1º marzo 1989    |                 |
| 16 | Radio Activity                     |                 | 8 marzo 1989     |                 |
| 17 | The Little Sister                  |                 | 15 marzo 1989    |                 |
| 18 | Killer Coach                       |                 | 22 marzo 1989    |                 |
| 19 | I Am the King                      |                 | 5 aprile 1989    |                 |
| 20 | King of Remedial                   |                 | 26 aprile 1989   |                 |
| 21 | Labor Daze                         |                 | 3 maggio 1989    |                 |
| 22 | Exactly Twelve O'Clock             |                 | 10 maggio 1989   |                 |